# Elecciones presidenciales de Túnez de 2024
Las elecciones presidenciales, se realizaron en Túnez el 6 de octubre de 2024. Estas fueron las primeras elecciones presidenciales desde el autogolpe del presidente Kais Saied en julio de 2021.
Saied resultó reelecto con el 90,69% de los votos, con una tasa de participación de poco menos del 28,8%, la más baja desde la revolución tunecina en 2011.

## Antecedentes

### Crisis política de 2021
El 25 de julio de 2021, Día de la independencia de Túnez, se profundizó una crisis política entre el presidente de la República y la Asamblea de Representantes del Pueblo, miles de manifestantes se reunieron para pedir la disolución de la Asamblea de Representantes y un cambio de régimen político. Estas protestas tuvieron lugar a medida que se intensificaba la crisis sanitaria en torno a la pandemia de COVID-19. Ese mismo día, el presidente Kaïs Saied destituyó al primer ministro Hichem Mechichi y suspendió las actividades de la Asamblea, haciendo uso de los poderes de emergencia previstos en el artículo 80 de la Constitución de Túnez. El mayor partido parlamentario del país, Ennahda, y su líder, el presidente de la Asamblea, Rachid Ghanuchi, condenaron las acciones del presidente, calificándolas de "golpe de estado". Algunos analistas políticos y abogados también han calificado los acontecimientos de ser un autogolpe de Estado. El 29 de septiembre de 2021, el presidente Saied nombró a Najla Bouden para que formara un nuevo gobierno. De esta forma, se convirtió en la primera mujer jefa de gobierno del país y de todo el mundo árabe.
En abril de 2024, la coalición Frente de Salvación Nacional anunció que boicotearía las elecciones presidenciales de 2024, denunciando una "farsa electoral". A principios de octubre de 2024, la víspera de las elecciones presidenciales, tuvieron lugar en Túnez algunas manifestaciones en las que los manifestantes pidieron el boicot de estas elecciones.

### Referéndum constitucional
Del 15 de enero al 20 de marzo de 2022 se llevó a cabo una consulta electrónica sobre las reformas que se propondrán de cara al referéndum constitucional. Estas elecciones, tuvieron una participación muy baja, prevalecieron las opciones de transición a un sistema presidencial y a un sistema uninominal para las elecciones legislativas. 
El 30 de marzo de 2022, 120 diputados, bajo la presidencia del segundo vicepresidente de la Asamblea, Tarek Fetiti, se reunieron en sesión virtual para votar el fin de las medidas excepcionales vigentes desde el 25 de julio. Ese mismo día, Kaïs Saïed disolvió el Parlamento, lo que la Constitución prohíbe durante el período de vigencia del estado de excepción, y amenazó a los diputados con iniciar acciones judiciales.
El 6 de abril de 2022, Kaïs Saied anunció la celebración de las elecciones parlamentarias mediante una votación mayoritaria uninominal de dos vueltas electorales. El 5 de septiembre anunció que la ley electoral se elaborará tomando en consideración las recomendaciones de los partidarios del proceso del 25 de julio y que el resto de la clase política quedará excluida de este proceso. La ley electoral deberá publicarse a más tardar el 16 de septiembre para cumplir los plazos.
El 25 de julio de 2022 se aprobó la nueva Constitución mediante un referéndum constitucional con el 94,6% de los votos y una participación del 30,5%. El 15 de septiembre se publicó por decreto una nueva ley electoral.

## Requisitos para ser candidato
La Alta Autoridad Electoral Independiente de Túnez, ha anunciado los siguientes requisitos para inscribir las candidaturas:
- Ser un elector registrado en el registro electoral.
- Ser tunecino sin otra nacionalidad nacido de padre y madre tunecinos con abuelos paternos y maternos todos tunecinos.
- Ser de religión musulmana.
- Tener mínimo 40 años de edad al momento de presentar la candidatura.
- Disfrutar de todos sus derechos civiles y políticos.
- No haber ejercido el cargo de Presidente de la República por dos períodos consecutivos o separados.
- No estar sujeto a una de las siguientes prohibiciones: pérdida de la calidad de elector y pérdida del derecho de candidatura como consecuencia de condena por los delitos mencionados en los artículos 161 y 163 de la ley electoral y artículo 30 del Código Penal.
- Cuente con los patrocinios requeridos de los siguientes:
  - Diez miembros de la Asamblea de Representantes del Pueblo o del Consejo Nacional de Regiones y Distritos.
  - Cuarenta presidentes de entidades locales, ya sean consejos locales, regionales o municipales; o
  - Diez mil electores inscritos en las listas electorales repartidas en al menos diez distritos electorales, cada uno de los cuales debe contar con al menos 500 electores.

## Candidatos declarados
- Kaïs Saied, Independiente. Presidente en ejercicio[16]
- Karim Gharbi, Independiente. Rapero[17]
- Abir Moussi, Partido Destouriano Libre. Abogada y exmiembro del parlamento[18]
- Unión Republicana Popular Lotfi Mraïhi. Neumólogo y político[19]
- Néji Jalloul, La Coalición Nacional. Exministro de Educación[20]
- Mondher Zenaidi, Independiente . Exministro del Presidente Zine El Abidine Ben Ali[21]
- Nizar Chaari, Independiente. Presentadora de radio y televisión, productora[22]
- Olfa Hamdi, Partido de la Tercera República. Política y empresaria [23]
- Safi Saïd, Periodista y escritor, exmiembro del parlamento[24]

### Inhabilitaciones y arrestos
El 4 de julio de 2024, la Alta Autoridad Independiente para las Elecciones (ISIE) anunció el cambio de las condiciones que regulan a los candidatos a las elecciones presidenciales mediante la emisión de la Ordenanza 544 en la que aumentaron el límite de edad de los candidatos presidenciales a 40 años en comparación con el límite de edad de 35 años actualmente promulgado por la ley electoral, así como agregaron otros requisitos restrictivos que exceden los requisitos de la ley electoral. Esta orden que introduce nuevas condiciones para las elecciones presidenciales es impugnada por varios partidos políticos en Túnez, entre ellos el Partido de la Tercera República y el Partido Attayar. Ambas partes presentaron demandas contra el comité electoral solicitando la anulación de la Ordenanza 544.
Un total de 17 candidatos se presentaron para las elecciones presidenciales.
El 19 de julio de 2024, un tribunal prohibió a Lotfi Mraïhi, presidente de la Unión Popular Republicana, presentarse a las elecciones de por vida tras condenarlo por compra de votos en las elecciones presidenciales de 2019. También fue condenado a ocho meses de prisión. Varios candidatos y trabajadores de campaña también fueron arrestados y sentenciados a prisión durante el proceso de registro de candidatos, entre ellos Abir Moussi, quien recibió una sentencia de dos años por cargos de difundir noticias falsas poco después de registrar su candidatura el 3 de agosto, así como Nizar Chaari, quien recibió una pena de prisión de ocho meses el 5 de agosto y tuvo a tres de sus trabajadores de campaña arrestados por cargos de falsificación de firmas. Cuatro miembros de la campaña presidencial de Karim Gharbi también fueron arrestados bajo cargos de compra de firmas.
Debido a una nueva regla que establece que un candidato debe tener al menos 40 años, por ende, Olfa Hamdi tiene automáticamente prohibido participar en las elecciones hasta que cumpla los 40 años.
El rapero Karim Gharbi, conocido popularmente como K2Rhym, fue condenado a cuatro años de prisión preventiva y se le prohibió votar y postularse para la presidencia de por vida.
El candidato presidencial Safi Said fue arrestado el 22 de agosto de 2024 y se encuentra en prisión preventiva.
El 27 de septiembre, la Asamblea de Representantes del Pueblo votó a favor de modificar la ley electoral del país impidiendo que el poder judicial interfiera en las decisiones de la ISIE.

### Lista de candidatos aprobada
- Kaïs Saied
- Zouhair Maghzaoui
- Ayachi Zammel

## Campaña

### Kaïs Saied
Con poca participación en la campaña, Kais Saied cuenta con el apoyo del Movimiento 25 de Julio, que está haciendo campaña por él. Según la politóloga Khadija Mohsen Finan, el desafío para el presidente saliente es una participación decente. Además, aunque su autoritarismo está empañando su imagen, le importa poco mientras capitaliza la retórica nacionalista, soberanista y antioccidental. A cambio, este discurso llega a gran parte de la población, que lo ve como un hombre íntegro.

## Observadores
El ISIE prohibió a los grupos I Watch y Mourakiboun monitorear las elecciones, alegando que habían recibido fondos del extranjero de manera sospechosa. En respuesta, I Watch afirmó haber recibido financiación extranjera a través de medios legales, mientras que Mourakiboun calificó las afirmaciones de "infundadas".

## Resultados
| Candidato                   | Candidato                   | Partido                     | Primera vuelta | Primera vuelta |
| Candidato                   | Candidato                   | Partido                     | Votos          | %              |
| --------------------------- | --------------------------- | --------------------------- | -------------- | -------------- |
|                             | Kaïs Saïed                  | Independiente               | 2.438.954      | 90.69          |
|                             | Zouhair Maghzaoui           | Movimiento Popular          | 197.551        | 7.35           |
|                             | Ayachi Zammel               | Azimoun                     | 52.903         | 1.97           |
| Total                       | Total                       | Total                       | 2.689.408      | 100            |
|                             |                             |                             |                |                |
| Votos válidos               | Votos válidos               | Votos válidos               | 2.689.408      | 95.76          |
| Votos en blanco             | Votos en blanco             | Votos en blanco             | 84.953         | 3.02           |
| Votos inválidos             | Votos inválidos             | Votos inválidos             | 34.187         | 1.22           |
| Total de votos              | Total de votos              | Total de votos              | 2.808.548      | 100            |
| Registrados / Participación | Registrados / Participación | Registrados / Participación | 9.753.217      | 28.80          |